# Filtrátor
Filtrátor je vodní živočich, který se živí řasami a drobnými živočichy, které získává filtrováním vody.
Mezi filtrátory patří například mechovky, mlži či perloočky.